# Guimarey (Baralla)
Guimarey (llamada oficialmente San Tomé de Guimarei) es una parroquia y una aldea española del municipio de Baralla, en la provincia de Lugo, Galicia.

## Organización territorial
La parroquia está formada por una entidad de población:
- Guimarei

## Demografía
| Gráfica de evolución demográfica de Guimarey entre 2000 y 2019 |
|                                                                |
| Datos según el nomenclátor publicado por el INE.               |